# James Jean
Pour les articles homonymes, voir Jean.
Compléments
Fables (comics) 
 Umbrella Academy
James Jean  est un peintre, illustrateur de comics américain. L'auteur est connu pour ses illustrations de Fables.

## Biographie
Il étudie au School of Visual Arts à New York. Il a reçu 7 prix Eisner (de 2004 à 2009) pour ses couvertures. Pour celles-ci, James Jean s'inspire grandement des acteurs de l'Art Nouveau puisqu'on y retrouve des influences de Mucha, Paul Ranson ou William Morris. À noter également la prégnance importante d'Hokusai dans son œuvre. L'artiste a également travaillé pour la marque Prada.

## Œuvres
- Fables (comics) Vertigo/ DC Comics
  - Jack of Fables (2006)
- Umbrella Academy (Dark Horse)
- Green Arrow (DC)
- Batgirl (DC)
- The Monolith (DC)
- Machine Teen (Marvel)
- The Hallowed Seam (AdHouse Books)
- XOXO: Hugs and Kisses (Chronicle Books)
- Fables Covers: The Art of James Jean Vol. 1, 2008 (Vertigo)

## Récompenses
- 2004 : Prix Eisner du meilleur artiste de couverture pour Fables et Batgirl
- 2005 : Prix Eisner du meilleur artiste de couverture pour Fables, Green Arrow et Batgirl
- 2005 : Prix Harvey du meilleur artiste de couverture pour Fables
- 2006 : Prix Eisner du meilleur artiste de couverture pour Fables et Runaways
- 2006 : Prix Harvey du meilleur artiste de couverture pour Fables
- 2007 : Prix Eisner de la meilleure histoire courte pour « A Frog's Eye View », dans Fables : 1001 Nuits de neige (avec Bill Willingham)
- 2007 : Prix Harvey du meilleur artiste de couverture pour Fables
- 2007 : Prix Eisner du meilleur artiste de couverture pour Fables, Jack of Fables et Fables: 1001 Nuits de neige
- 2008 : Prix Eisner du meilleur artiste de couverture pour Fables, The Umbrella Academy (Dark Horse), Process Recess 2 et Superior Showcase 3 ; de la meilleure maquette pour Process Recess 2 (avec Chris Pitzer)
- 2009 : Prix Eisner du meilleur artiste de couverture pour Fables et The Umbrella Academy
- 2009 : Prix Harvey du meilleur artiste de couverture pour Fables

## Filmographie
(octobre 2018).
- Umbrella Academy est prévu en film pour Universal Pictures en 2012 par Alfonso Cuarón, mais repris plus tard par Netflix pour en faire une série.